# Вольфратсхаузен
Вольфратсхаузен (нем. Wolfratshausen) — город в Германии, в земле Бавария.
Подчинён административному округу Верхняя Бавария. Входит в состав района Бад-Тёльц-Вольфратсхаузен. Население составляет 17 992 человека (на 31 декабря 2010 года). Занимает площадь 9,13 км². Официальный код — 09 1 73 147.
Город подразделяется на 4 городских района.

## Население
По оценке на 31 декабря 2015 года население общины Вольфратсхаузен составляет 18 237 чел. 

| Дата      | 1840 | 1871 | 1900 | 1925 | 1939 | 1950 | 1961 | 1970  | 1987  | 2011  |
| --------- | ---- | ---- | ---- | ---- | ---- | ---- | ---- | ----- | ----- | ----- |
| Население | 1886 | 2430 | 2375 | 3111 | 3815 | 6112 | 8779 | 12881 | 15090 | 17151 |

| Год       | 1960 | 1970  | 1980  | 1990  | 2000  | 2009  | 2010  | 2011  | 2012  | 2013  | 2014  | 2015  |
| --------- | ---- | ----- | ----- | ----- | ----- | ----- | ----- | ----- | ----- | ----- | ----- | ----- |
| Население | 8561 | 12990 | 14707 | 15541 | 16804 | 17850 | 17992 | 17190 | 17580 | 17843 | 18122 | 18237 |

## Города-побратимы
- Барбезьё-Сент-Илер (Франция, с 1970)
- Броды (Украина)